# Claude Mann
Claude Mann (geboren als Claude Tasset am 22. Oktober 1940 in Antony (Hauts-de-Seine)) ist ein französischer Schauspieler, Sänger, Regisseur und Theaterdirektor.

## Leben und Karriere
Er begann eine Filmkarriere, die vor allem durch seine Zusammenarbeit mit dem französischen Regisseur Jacques Demy geprägt war, für den er zusammen mit Jeanne Moreau in "Die blonde Sünderin" (1963) spielte.
1970 war er der Partner von Uta Taeger in der TV-Serie "Un taxi dans les nuages" (Ein Taxi in den Wolken), die auf dem Ersten Kanal von ORTF3 ausgestrahlt wurde.
In den 1970er Jahren arbeitete er weiterhin für die große und kleine Leinwand, nahm aber auch am Abenteuer einer neuen Art von Music-Hall mit dem Café-Theater Le Café de la Gare teil.
Das Café de la Gare (Café-Theater in Paris) wurde am 12. Juni 1969 aus den Träumen von Romain Bouteille, Coluche, Sotha und einer Gruppe von Freunden geboren, die sich während der Ereignisse im Mai 1968 kennengelernt hatten: Patrick Dewaere, Henri Guybet, Jean-Michel Haas, Miou-Miou, Catherine Mitry und Gérard Lefèvre. Claude Mann war bei der ersten Aufführung dabei und nahm später an weiteren mit Sotha und Romain Bouteille teil. Er sang auch in Théâtre de la Vieille-Grille in Paris, zusammen mit Rufus, Henri Dès, Jacques Higelin, François Dyrek und Armand Babel.
Seit den 1980er Jahren widmet er sich hauptsächlich dem Theater, wo er sowohl als Darsteller als auch als Regisseur tätig ist. 2001 gründete er in Joinville-le-Pont im Département Val-de-Marne ein Theater, das nach einem seiner ehemaligen Gefährten aus dem Café de la Gare benannt wurde, das Théâtre François Dyrek. Er übernimmt die Leitung des Theaters. Das Théâtre François Dyrek ist ein privater Saal mit 100 Plätzen, das im Stadtteil Polangis angesiedelt ist.

## Filmographie

### Kino
- 1963: Die blonde Sünderin (La baie des anges) – Regie: Jacques Demy – Hauptdarsteller: Jeanne Moreau, Paul Guers
- 1963: Das übersinnliche Landhaus (L'assassin connaît la musique) – Regie: Pierre Chenal – Hauptdarsteller: Maria Schell, Paul Meurisse
- 1963: Flegelalter (L'âge ingrat) – Regie: Gilles Grangier – Hauptdarsteller: Jean Gabin, Fernandel, Marie Dubois
- 1964: Mord im Fahrpreis inbegriffen (Compartiment tueurs) – Regie: Costa-Gavras – Hauptdarsteller: Yves Montand
- 1965: La corde au cou – Regie: Joseph Lisbona – Hauptdarsteller: Jean Richard, Dany Robin
- 1967: L'homme qui trahit la mafia – Regie: Charles Gérard – Hauptdarsteller: Robert Hossein, Claudine Coster
- 1969: Armee im Schatten (L'armée des ombres) – Regie: Jean-Pierre Melville – Hauptdarsteller: Lino Ventura, Paul Meurisse
- 1969: Il arrivera de la mer – Regie: Sotha – (Kurzfilm)
- 1970: Sacco e Vanzetti – Regie: Giuliano Montaldo – Hauptdarsteller: Gian Maria Volontè, Riccardo Cucciolla
- 1973: Ein glückliches Jahr (La bonne année) – Regie: Claude Lelouch – Hauptdarsteller: Lino Ventura, Françoise Fabian
- 1974: Le jeu des preuves – Regie: Luc Beraud – (Kurzfilm)
- 1975: India Song – Regie: Marguerite Duras – Hauptdarsteller: Delphine Seyrig, Michael Lonsdale
- 1976: Erinnerungen aus Frankreich (Souvenirs d'en France) – Regie: André Téchiné – Hauptdarsteller: Jeanne Moreau, Marie-France Pisier
- 1976: Die Unschuld (L'innocente) – Regie: Luchino Visconti – Hauptdarsteller: Giancarlo Giannini, Laura Antonelli
- 1987: Dérive – Regie: Michel Bouttier – (Kurzfilm)
- 1987: Papillon du vertige – Regie:  Jean-Yves Carrée Le Besque – Hauptdarsteller: Jean-Yves Carrée Le Besque, Joséphine Solinas
- 1988: A Soldier's Tale – Regie: Larry Parr – Hauptdarsteller: Gabriel Byrne, Marianne Basler